# (4202) Minitti
(4202) Minitti ist ein Hauptgürtelasteroid, der am 12. Februar 1985 von Henri Debehogne von der Europäischen Südsternwarte aus entdeckt wurde.
Der Asteroid wurde nach Michelle Minitti benannt, einer Forscherin an der Arizona State University, die die Geologie des Mars untersucht.